# یاکوتسک
یاکوتسک (به زبان روسی: Яку́тск، به زبان یاقوتی: Дьокуускай، تلفظ: دوکوسکای) شهری است در شرق سیبری و مرکز جمهوری یاقوتستان روسیه است. این شهر که از بندرهای مهم رود لنا است ۲۱۰٬۶۴۲ نفر جمعیت دارد. (سرشماری سال ۲۰۰۲).
یاکوتسک در سال ۱۶۳۲ به عنوان یک قلعه برای نیروهای قزاق برپا شد و رشدی نداشت تا اینکه در دهه‌های ۱۸۸۰ و ۱۸۹۰ معادن طلا و دیگر ذخایر کانی در آن منطقه یافت شد. صنعتی‌سازی دوران استالین و برپایی اردوگاه‌های کار اجباری در آن دوره، باعث رشد این شهر نیز شد. یکی از بزرگ‌ترین آرایه‌های آشکارساز پرتو کیهانی در جهان در این شهر قرار دارد. 
یاکوتسک در دشت مرکزی یاکوتی قرار دارد و یک بندر اصلی در اطراف رودخانه لنا می باشد. شهر یاکوتسک دارای یک فرودگاه اصلی می باشد. مردم آن یاقوت هستند که از اقوام ترک محسوب میشوند و زبان آنها نیز از زبان‌های ترکی است.

## سردترین شهر جهان
یاکوتسک سردترین شهر جهان است. در  چهار ماه از سال دمای این شهر به‌طور معمول از ۳۵ درجه زیر صفر فراتر نمی‌رود. دویست و هفتاد هزار نفر ساکن این شهر واقع در شمال شرق سیبری توانسته‌اند خود را با این سرمای استخوان سوز وفق دهند. آن‌ها برای خروج از خانه به‌طور معمول دو پالتوی پوست می‌پوشند.

## نگارخانه

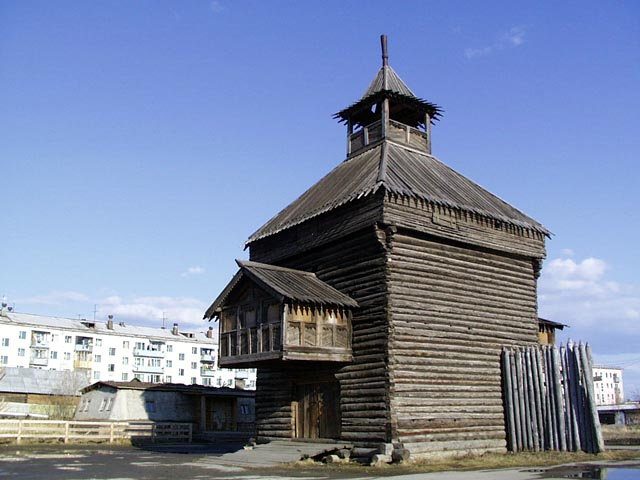
دژ یا برج اوستروگ ساخته ۱۶۸۳
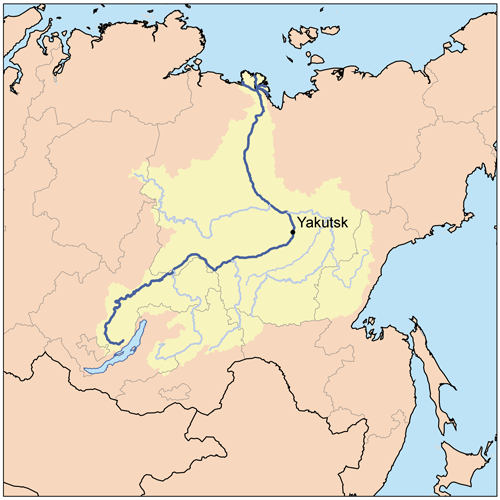
آب‌پخشان رودخانه لنا و محل شهر یاکوتسک
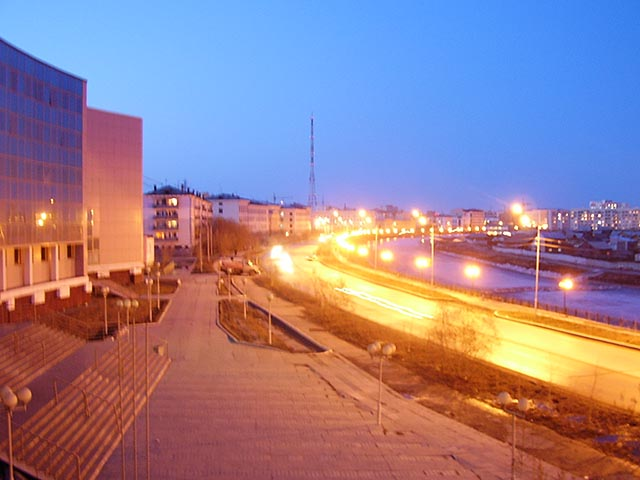
خیابان کولاکووسکی در شب، سمت چپ ساختمان علوم دانشگاه یاکوتسک دیده می‌شود